# 象貘新脊介
象貘新脊介（学名：Neonesidea moa）为土菱介科新脊介屬下的一个种。